# Heeresgruppe B
Heeresgruppe B was een legergroep van het Duitse leger tijdens de Tweede Wereldoorlog. Deze Heeresgruppe werd diverse keren opgericht.

## Geschiedenis

### 12 oktober 1939 - 22 juni 1941
Na de inval in Polen werd Heeresgruppe Nord naar het Westfront verplaatst en werd deze hernoemd in Heeresgruppe B. Tijdens Fall Gelb was zij verantwoordelijk voor de inval in Nederland en België. Aansluitend nam zij ook deel aan Fall Rot. Op 16 augustus 1940 werd zij naar Oost-Pruisen verplaatst en met het begin van Operatie Barbarossa hernoemd in Heeresgruppe Mitte.

### 9 juli 1942 - 9 februari 1943
Naar aanleiding van Fall Blau, het zomeroffensief in Rusland werd Heeresgruppe Süd in tweeën gesplitst, waaronder Heeresgruppe B. Haar doel was de Wolga en Stalingrad te veroveren. Tijdens Operatie Uranus werd haar front op 21 november 1942 door het Sovjet-Unie ten noorden en ten zuiden van Stalingrad doorbroken, waarmee vooral de 6. Armee werd ingesloten. Op 9 februari 1943 werd zij opgeheven en werden haar eenheden verdeeld over Heeresgruppen Mitte en Don. 

### 19 juli 1943 - 26 november 1943
Op 19 juli 1943 werd in München de derde Heeresgruppe B opgericht. Zij moest zich bezighouden met de verdediging in Italië. Na overgave van Italië aan de geallieerden voerde zij op 8 september de maatregelen uit om het Italiaanse leger in haar rechtsgebied te ontwapenen. Op 26 november 1943 werd zij opgeheven.

### 26 november 1943 - 17 april 1945
Op dezelfde dag werd de vierde Heeresgruppe B opgericht om het gebied aan de Noordzee en het Kanaal te verdedigen. Dit omvatte Nederland tot aan Bretagne. Zij nam deel aan het Ardennenoffensief. In april 1945 capituleerde zij na zware gevechten in het Roergebied.

## Commando[1]
| Rang                                                   | Naam                           | Begin               | Eind             | Opmerking                                |
| ------------------------------------------------------ | ------------------------------ | ------------------- | ---------------- | ---------------------------------------- |
| Generalfeldmarschall                                   | Fedor von Bock                 | 3 oktober 1939      | 1 april 1941     |                                          |
|                                                        |                                | 1 april 1941        |                  | Hernoemd in Heeresgruppe Mitte           |
|                                                        |                                | Juli 1942           |                  | Geformeerd uit Heeresgruppe Süd          |
| Generalfeldmarschall                                   | Maximilian Freiherr von Weichs | 15 juli 1942        | 10 juli 1943     |                                          |
| Generalfeldmarschall                                   | Erwin Rommel                   | 10 juli 1943        | 17 juli 1944     |                                          |
| Generalfeldmarschall                                   | Günther von Kluge              | 17 juli 1944        | 15 augustus 1944 |                                          |
| SS-Oberst-Gruppenführer en Generaloberst der Waffen-SS | Paul Hausser                   | 15/16 augustus 1944 | 17 augustus 1944 | mit der Führung beauftragt (m. d. F. b.) |
| Generalfeldmarschall                                   | Walter Model                   | 17 augustus 1944    | 17 april 1945    |                                          |
|                                                        |                                | 17 april 1945       |                  | Ontbonden                                |

## Eenheden
| Periode        | Eenheden |
| November 1939  | 4. Armee, 6. Armee, 18. Armee                                                                                       |
| Mei 1940       | 6. Armee, 18. Armee                                                                                                 |
| Juni 1940      | 9. Armee, 6. Armee, 4. Armee, Panzergruppe Kleist                                                                   |
| Juli 1940      | 7. Armee, 4. Armee                                                                                                  |
| Augustus 1940  | 7. Armee, 4. Armee, 6. Armee                                                                                        |
| September 1940 | 18. Armee, 4. Armee, 6. Armee                                                                                       |
| Januari 1941   | 18. Armee, 4. Armee, 17. Armee, Panzergruppe 2                                                                      |
| Mei 1941       | 9. Armee, 4. Armee                                                                                                  |
| Augustus 1942  | 2. Armee, 2e Hongaarse Leger, 8. Italiaanse Leger, XXIX. Armeekorps, 6. Armee, 4. Panzerarmee                       |
| September 1942 | 2. Armee, 2e Hongaarse Leger, 8e Italiaanse Leger, 6. Armee, 4. Panzerarmee                                         |
| Oktober 1942   | 2. Armee, 2e Hongaarse Leger, 8e Italiaanse Leger, 3e Roemeense Leger, 6. Armee, 4. Panzerarmee, 4e Roemeense Leger |
| December 1942  | 2. Armee, 2e Hongaarse Leger, 8e Italiaanse Leger                                                                   |
| Januari 1943   | 2. Armee, 2e Hongaarse Leger, 8e Italiaanse Leger, Armee-Abteilung Fretter-Pico                                     |
| Februari 1943  | 2. Armee, Armee-Abteilung Lanz, 8e Italiaanse Leger, 2e Hongaarse Leger                                             |
| September 1943 | LI. Gebirgs-Armeekorps, II SS Pantserkorps, LXXXVII. Armeekorps                                                     |
| Mei 1944       | 7. Armee, 15. Armee                                                                                                 |
| Juni 1944      | 7. Armee, 15. Armee, Panzergruppe West                                                                              |
| Augustus 1944  | 1. Armee, 5. Panzerarmee, 7. Armee, 15. Armee                                                                       |
| September 1944 | 7. Armee, 1. Fallschirm-Armee, 15. Armee                                                                            |
| November 1944  | 7. Armee, 5. Panzerarmee, Armeegruppe Student                                                                       |
| December 1944  | 7. Armee, 5. Panzerarmee                                                                                            |
| Januari 1945   | 7. Armee, 5. Panzerarmee, 6. Panzerarmee, 15. Armee                                                                 |
| Februari 1945  | 7. Armee, 5. Panzerarmee, 15. Armee                                                                                 |
| April 1945     | 15. Armee, 5. Panzerarmee, Armee-Abteilung von Lüttwitz                                                             |

## Veldslagen
- Fall Weiß
- Fall Gelb
- Fall Rot
- Fall Blau
- Operatie Uranus
- Ardennenoffensief
- Ruhrkessel

## Afkorting
- mit der Führung beauftragt (m. d. F. b.) - vrije vertaling: met het leiderschap belast